# Мутенка (приток Оки)
Мутенка — река в России, протекает в городском округе Кашира Московской области. Правый приток Оки.
Длина реки составляет 17 км. Площадь водосборного бассейна — 132 км².
Река Мутенка берёт начало в микрорайоне Ожерелье Каширы, пересекает железнодорожные пути Павелецкого направления у станции Ожерелье, далее течёт на запад. Устье реки находится в 932 км по правому берегу реки Оки. Наиболее крупный приток реки Мутенки — Завальский ручей.
Река Мутенка имеет глубокую врезанную долину. По берегам почти нет лесов, за исключением небольшого участка вблизи устья. Плотинами на Мутенке образовано два пруда. Река сильно заселена, её пересекает четыре крупных автодороги. Поэтому Мутенка почти не представляет интереса в качестве туристического объекта.
Вдоль течения реки расположены город Ожерелье, посёлок Зендиково и деревня Корыстово. Река пересекает автомобильные дороги Р114, Р22 «Каспий», М4 «Дон» и Р115.
По данным Государственного водного реестра России, относится к Окскому бассейновому округу. Речной бассейн — Ока, речной подбассейн — бассейны притоков Оки до впадения Мокши, водохозяйственный участок — Ока от города Серпухова до города Каширы.